# Mike Will Made It
Pour les articles homonymes, voir Michael Williams et Williams.
Mike Will Made It, de son vrai nom Michael Len Williams II, né le 23 mars 1989 à Atlanta, en Géorgie, est un producteur et auteur-compositeur américain. Il est davantage connu pour la production de beats trap pour de nombreux artistes Dirty South et pour de nombreux singles à succès comme HUMBLE de Kendrick Lamar, Mercy de GOOD Music, No Lie de 2 Chainz, Bandz a Make Her Dance de Juicy J, Pour It Up de Rihanna, Faded de Mariah Carey, Love you de Lil Wayne, Body Party de Ciara et ''We Can't Stop de Miley Cyrus. 

## Biographie

### Jeunesse
Michael Williams est né à Marietta, en Géorgie, fils cadet de trois enfants, dont deux sœurs. Son père, Michael Williams Sr., est un ancien exécutif d'IBM qui travaillait comme DJ dans les années 1970, et la mère de Mike Will, Shirley Williams, était membre d'un groupe de gospel, les Dottie Peoples. Il grandit dans la musique, aux côtés de son oncle, un guitariste accompli, et sa sœur aînée qui jouait de la batterie. En grandissant, Mike Will devient sportif adepte de basketball, de baseball et de football, et dans l'espoir de devenir plus tard un sportif professionnel. Sa vie tourne également autour du hip-hop. Mike Will développe ses talents musicaux en rejouant des morceaux instrumentaux célèbres qu'il entendait à la radio, tandis que lui et ses amis y faisaient du rap freestyle. Dans plusieurs interviews, Will explique avoir rejoué en particulier Still Fly, une célèbre chanson du groupe Big Tymers, sur un clavier de marque Casio, et Young'n (Holla Back) du rappeur new-yorkais Fabolous sur son équipement de production dans un magasin local.
À 14 ans, Mike Will décide de créer ses propres beats par le biais d'une boîte à rythmes Korg ES1, que son père lui a offert pour 500 $ à Noël. Tandis que Mike Will s'entraîne, il acquiert de l'équipement de production dont un Korg Triton, l'Akai MPC1000, le Yamaha Motif, et le Roland Fantom. À cette période, Mike Will, âgé de 16 ans, trainait dans des studios d'enregistrement à Atlanta, tentant de vendre ses beats à des artistes. Depuis la fin des années 1990, Atlanta est l'épicentre du hip-hop rivalisant avec New York et Los Angeles. À l'origine ignorée par les autres artistes à l'époque durant laquelle Mike Will proposait ses beats à Atlanta, l'une de ses beat tapes tombe entre les mains de Gucci Mane qui propose à Mike Will de passer aux studios Patchwerk .

### Production et mixtapes (2011–2012)
Pendant un entretien au magazine XXL, Mike Will explique que « Gucci Mane est le tout premier [musicien à succès] à rapper sur l'un de mes beats. » Mike Will rencontre Gucci Mane aux studios d'enregistrement de PatchWerk Recording ; il donne à Gucci Mane un CD de beats sur lequel Gucci rappe. Following that he offered Mike Will $1,000 for one of his beats. Les deux collaborent ensuite pour enregistrer des chansons comme East Atlanta 6, et un nombre de chansons incluses dans la mixtape No Pad, No Pencil de Gucci Mane. Après cette collaboration, il travaille auprès d'autres artistes comme Future, Waka Flocka Flame, Rocko, et 2 Chainz.
En 2011, Mike Will publie son premier single, Tupac Back, chanté par Meek Mill et Rick Ross, issu de la compilation Self Made Vol. 1. Le single est publié le 5 avril 2011, et atteint la 31e place des Billboard Hot RnB/Hip-Hop Songs. Toujours en 2011, Mike Will travaille avec Future, et produit plusieurs de ses chansons à succès comme Ain't No Way Around It, Itchin, et trois chansons de son premier album Pluto, intitulées Neva End, Truth Gonna Hurt You, et Turn On the Lights. Turn On the Lights est un single extrait de Pluto, et atteint la deuxième place des Billboard Hot RnB/Hip-Hop Songs Billboard. Le mardi 27 décembre 2011, Mike Will publie sa première mixtape, Est. in 1989 (Last of a Dying Breed). La mixtape est publiée en parallèle sur le site web LiveMixtapes.com. Est. in 1989 contient un mélange de chansons inédites et d'anciennes chansons issues du catalogue de Mike Will ; elle fait notamment participer Gucci Mane et la 1017 Brick Squad, Future, Waka Flocka Flame, Kanye West et GOOD Music, 2 Chainz, Lil Boosie, Ludacris, Lil Wayne.
Le 23 mars 2012, Mike Will s'associe avec le site web The FADER pour annoncer le deuxième volet de sa série de mixtapes, Est. in 1989 Pt. 2, et pour la publication de son premier single, Back 2 the Basics, qui fait participer son manager et rappeur Gucci Mane, le fondateur/CEO/président de Brick Squad et Waka Flocka Flame. Le projet, Est. in 1989 Pt. 2, contient des chansons avec Diddy, 2 Chainz, Juicy J, Future, Lil Wayne, T.I., Mac Miller, French Montana, et Jeremih. Est. in 1989 Pt. 2 est de nouveau publié le 24 juillet 2012 en partenariat avec LiveMixtapes.com. Will travaille aussi aux côtés de 2 Chainz, produisant La La qui fait participer Busta Rhymes, ensuite renommé Tity Boi, la mixtape Codeine Cowboy et Got One de la mixtape T.R.U. REALigion  de 2 Chainz,. D'après un entretien avec le magazine Complex, Mike Will travaille avec 2 Chainz « depuis 2008, quand il s'appelait Tity Boi... On est un peu comme une famille. » En 2012, Mike Will produit le lead single, No Lie issue de Based on a T.R.U. Story de 2 Chainz, publié sur Def Jam. Le single, qui fait participer Drake, est publié le 8 mai 2012, et atteint le top 50 du Billboard Hot 100. Il est certifié disque d'or par la Recording Industry Association of America (RIAA), avec plus de 500 000 exemplaires numériques téléchargés. En 2012, Mike WiLL Made-It produit Bandz a Make Her Dance, un single pour le rappeur de Taylor Gang Juicy J qui fait aussi participer Lil Wayne et 2 Chainz. La chanson est citée comme l'une des 25 meilleures de l'année 2012 au magazine Complex ; en septembre 2012, il atteint la 14e place des Billboard Hot RnB/Hip-Hop Songs,.
Mike Will, aux côtés de Kanye West, Mike Dean, Lifted, et Anthony Kilhoffer, coproduit le single de G.O.O.D. Music, Mercy, dont les parties vocales sont effectuées par Kanye West, Big Sean, 2 Chainz et Pusha T. Mercy, publié le 3 avril 2012, devient le lead single de la compilation Cruel Summer, et atteint la première place des Billboard Hot RnB/Hip-Hop Songs, ainsi que la 13e place du Billboard Hot 100,. Mike Will s'occupe aussi du single Way Too Gone avec Future issu de l'albim Thug Motivation 103: Hustlerz Ambition de Young Jeezy, de Just a Sign issu du deuxième album de B.o.B Strange Clouds, et Pour It Up issu de l'album Unapologetic de Rihanna (2012),.
Son troisième volet de sa série de mixtapes, intitulé Est. in 1989 2.5, est publié le 24 décembre 2012. La mixtape fait notamment participer Gucci Mane, Future, Rihanna, Big Sean, Trinidad Jame$, et Lil Wayne.

### Premier album solo (depuis 2013)
Mike Will produit le quatrième album de Miley Cyrus, Bangerz (2013), dont le lead single We Can't Stop. Il produit huit chansons sur Bangerz et six sur Miley Cyrus and Her Dead Petz.
Le 9 septembre 2013, Mike Will publie le lead single de son premier album, 23, en featuring avec Wiz Khalifa, Juicy J et Miley Cyrus. Il révèle avoir signé chez Interscope Records pour publier son premier album. Son premier album fait aussi participer Beyoncé, Future, Kendrick Lamar, et 2 Chainz. Il est nommé producteur de l'année par HipHopDX le 18 décembre 2013. Le 17 juin 2014, WIll Made It publie le premier single de sa prochaine mixtape, Buy the World avec Future, Lil Wayne et Kendrick Lamar. Le 15 décembre 2014, il publie sa cinquième mixtape, Ransom.

## EarDrummer Entertainment
En 2006, Mike Will lance sa propre société de production appelée Ear Drummer Records. Dans une interview, Mike Will compte huit producteur signés chez Ear Drummer Records : Ileni K, GT, Marz, P-Nasty, A-Plu$, Skooly, J-Bo, et DJ FU. En 2014, Mike Will signe Rae Sremmurd et Two-9 au label,.
Artistes
- Mike Will Made It
- Rae Sremmurd
- Two-9
- Yung Joey[36]
- Eearz
- Jace
- Andrea

Producteurs
- Marz
- A+
- P-Nasty
- J-Bo
- Dj FU
- Skooly
- Illeni K
- GT

## Discographie

### Album studio
- 2017 : Ransom 2 (24/03/2017)

### Mixtapes
- 2011 : Est. in 1989 (Last of a Dying Breed)
- 2012 : Est. in 1989 Pt. 2
- 2012 : Est. in 1989 Pt. 2.5
- 2012 : #MikeWiLLBeenTriLL
- 2014 : Ransom

### Singles
- 2013 : 23 (feat. Miley Cyrus, Wiz Khalifa & Juicy J)
- 2014 : Buy The World (feat. Future, Lil Wayne & Kendrick Lamar)